# 銀街站
銀街站（英語：Silver Street railway station）是倫敦的一個火車站，位於北倫敦埃德蒙頓。車站名稱取自於附近的一條名為銀街的街道。現在銀街站是倫敦地上鐵的車站。